# John Anthony Kelly
John Anthony Kelly (* 27. Oktober 1915 in South Yarra, Melbourne; † 24. Juli 1987) war ein australischer römisch-katholischer Geistlicher und Weihbischof in Melbourne.

## Leben
John Anthony Kelly empfing am 28. Juli 1940 durch den Erzbischof von Melbourne, Daniel Mannix, das Sakrament der Priesterweihe.
Am 16. November 1972 ernannte ihn Papst Paul VI. zum Titularbischof von Zucchabar und zum Weihbischof in Melbourne. Der Erzbischof von Melbourne, James Robert Knox, spendete ihm am 21. Februar 1973 in der St. Patrick’s Cathedral in Melbourne die Bischofsweihe; Mitkonsekratoren waren der Weihbischof in Melbourne, John Neil Cullinane, und der Bischof von Ballarat, Ronald Austin Mulkearns.
Papst Johannes Paul II. nahm am 19. August 1986 das von John Anthony Kelly vorgebrachte Rücktrittsgesuch an.